# Fita del Pla de les Tres Fites
La Fita del Pla de les Tres Fites és una obra d'Alpicat (Segrià) inclosa a l'Inventari del Patrimoni Arquitectònic de Catalunya.

## Descripció
Fita entre els termes d'Alpicat, Rosselló i Torrefarrera. També és el punt de contacte entre el terme municipal de Torrefarrera i l'enclavament de Malpartit, que pertany a Torrefarrera.
Es tracta d'una fita de pedra en forma de prima que descansa sobre una base quadrada.